# Eden no Hana
Eden no Hana – The Flower of Eden (jap. エデンの花, dt. etwa „Die Blumen von Eden“) ist eine Manga-Serie der japanischen Zeichnerin Yuki Suetsugu. Die Shōjo-Serie ist den Genre Drama zugeordnet.

## Handlung
Es wird die Geschichte der Geschwister Midori und Tokio Wakatsuki erzählt, deren Eltern bei einem Brand umkamen, als sie noch sehr jung waren. Der 7-jährige Tokio sowie die 3-jährige Midori kommen in unterschiedlichen Pflegefamilien unter. 13 Jahre später kehrt der inzwischen erwachsen gewordene Tokio zurück, um mit Midori wieder zusammen zu sein. Doch das Zusammentreffen ist nicht so einfach wie gedacht, vor allem, da Midori schlechte Erfahrungen gesammelt hat und sich mit ihrem wiedergewonnenen Bruder recht schwer tut.

## Charaktere
- Tokio Wakatsuki: Nachdem seine Eltern bei einem Brand umkamen, wurde der 7-jährige Tokio von seiner Schwester getrennt. Er kam bei der Familie eines Freundes seines Vaters unter, der Besitzer eines Elektronikkonzerns ist und dem Jungen ein entsprechend sorgenfreies Leben ermöglichte. Tokio wuchs also in San Francisco auf. Erwachsen geworden kehrt der junge Softwareentwickler nach Tokio zurück um seine Schwester zu suchen und mit ihr zusammenzuziehen. Doch seine Schwester ist ihm gegenüber sehr verschlossen. Durch Zufall erfährt er schließlich, dass Midori von ihrem Stiefbruder misshandelt wurde. Als dieser und seine Freunde Midori schließlich vergewaltigen rettet Tokio seine Schwester. Doch selbst jetzt ist sie nicht fähig ihm zu vertrauen.
- Midori Wakatsuki: Das junge Mädchen kam nach dem Tod ihrer Eltern bei Verwandten unter, deren Tochter kurz zuvor gestorben war. Dementsprechend sah ihre Pflegemutter sie als Tochterersatz an und nannte sie auch immer Yuko. Das würde Midori noch verkraften, schlimmer ist es für das Mädchen jedoch, dass sie von ihrem Stiefbruder sexuell belästigt wird, und er sich an ihr sogar vergehen will (und dies eventuell sogar schon gemacht hat). Midori will dementsprechend nur noch weg, weiß aber nicht wohin. Deswegen erklärt sie sich sofort einverstanden, als ihr Bruder sie abholt. Doch das Zusammenleben mit ihm ist nicht so einfach, da sie ihm nach ihren schlechten Erfahrungen nicht traut. Zudem leidet sie auch unter Klaustrophobie, Angst vor Dunkelheit sowie vor heißen, stickigen Orten. Auch in der Schule läuft es nicht so wie gewollt, so dass sie sogar an einen Schulabgang denkt. Freunde hat sie dort keine, sie wird von ihren Mitschülerinnen eher gemieden. Vor allem die intrigante Rei versucht sie immer zu mobben. So zertrampelt sie u. a. mit ihren Schulkolleginnen die von Midori geliebten Schulrosen. Vertrauen hat sie nur zu dem alten Schulgärtner.
- Masamune Nikaidou: Der junge Mann ist der Sohn von Tokios Pflegeeltern. Tokio und Masamune sind in Amerika wie Brüder aufgewachsen, weswegen Tokio ihm sehr vertraut. Der leicht durchgeknallte Junge, der schon mal gern als James Bond, Sherlock Holmes oder Samurai rumrennt, verfügt über detektivische Fähigkeiten und spürt Midori für Tokio auf. Er sorgt dafür, dass das Mädchen bei ihm bleiben kann. Masamune entdeckt schließlich auch die von Midoris Stiefbruder betriebene Homepage, auf der dieser Nacktfotos von Midori zeigt.
- Yoshitaka Hashiba: Der junge, schüchterne, kurzsichtige Schüler ist in Midori verliebt, traut sich aber nicht, ihr das zu gestehen. Trotzdem versucht er ihr zu helfen, wo er nur kann. So richtet er u. a. die von Rei zertrampelten Rosen wieder auf. Zudem gibt er Midori Verhaltenstipps, auf die sie jedoch nicht immer hört. Dennoch will er sie zu einem Date überreden. Nach vielen Schwierigkeiten schafft er es schließlich ihr Vertrauen zu gewinnen.
- Rei Miyada: Die Klassensprecherin scheint immer fröhlich und gerecht zu sein. Doch hinter ihrer Fassade steckt eine Intrigantin, die es vor allem auf die Klassenschönste Miho Oda abgesehen hat. So schmeißt sie u. a. deren Schularbeiten in den Müll. Als Midori sie daraufhin in der Klasse anspricht glaubt ihr keiner, da Rei sehr beliebt ist. Aber auch Midori steht auf Reis Abschussliste. Zwar tut sie vornerum schön, doch in Wirklichkeit hasst sie Midori und will ihr einen Denkzettel verpassen.
- Miho Oda: Die Klassenschönste ist ein leicht naives Mädchen, das mit seiner fröhlichen Art sehr beliebt ist. Sie ist auch Midori gegenüber aufgeschlossen, merkt allerdings nicht, dass Rei Miyada sie immer niederzumachen versucht.
- Midoris Stiefbruder (namenlos): Midoris Stiefbruder ist ein echter Schurke. So hat er das Mädchen immer misshandelt, und u. a. von ihr Nacktfotos gemacht und diese ins Internet gestellt. Midoris Bruder Tokio kommt jedoch dahinter und droht dem Jungen sogar mit dem Rechtsanwalt. Dieser lässt sich jedoch nicht einschüchtern und erpresst Midori schließlich mit den Nacktfotos. Als die verzweifelte Midori schließlich ihr Sparbuch auflöst und ihm das Geld überreichen will, versucht er sie zu vergewaltigen. Midoris Bruder kann sie zwar retten, aber das Mädchen ist über die Tat so verzweifelt, dass sie sich vor den Zug werfen will.
- Takako: (ab Band 3) Das Schulmädchen ist in Yoshitaka verliebt, doch der beachtet sie nicht. Takako ist in Besitz von Nacktfotos Midoris, die ihr Bruder aus dem Internet hat. Takako gibt diese Fotos Rei. Nachdem Yoshitaka ein Date mit Midori ausmacht, klebt Rei die Fotos an die Schultafel um Midori in Misskredit zu bringen.
- Yukari Nikaidou: (ab Band 4) Yukari ist Masamunes Schwester und damit mit Tokio großgewachsen. Allerdings hegt sie mehr als nur schwesterliche Gefühle für Tokio, was diesem jedoch nicht so passt. Yukari gibt Tokio sogar als ihren Verlobten aus. Das quirlige Mädchen ist noch durchgeknallter als Masamune und setzt ihren Willen auch mit Gewalt durch, wenn es sein muss. Als sie in Japan auftaucht bringt sie Midoris Leben gehörig durcheinander.
- Kyoshi Nikaidou: (ab Band 5) Kyoshi ist der Vater von Yukari und Masamune. Da er Tokio wieder nach Amerika zurückholen will, plant er einen Keil zwischen die Geschwister zu treiben.

## Veröffentlichungen
Der Manga erschien in Japan von November 2000 bis 2004 im Magazin Bessatsu Friend bei Kōdansha. Der Verlag brachte die Kapitel auch gesammelt in zwölf Bänden heraus. Ein Jahr nach Abschluss der Serie kamen Vorwürfe auf, die Zeichnerin Yuki Suetsugu habe Zeichnungen von Takehiko Inoue kopiert und in ihren Serien, auch Eden no Hana, verwendet. Der Verlag und in Teilen auch die Zeichnerin selbst gestanden die Plagiate ein und alle ihre Serien wurden abgebrochen.
Im deutschsprachigen Bereich erschien im Juni 2005 der erste Band der Serie als einer der ersten des jungen Mangaprogramms des Heyne Verlags. Die Veröffentlichung wurde im Januar 2006 mit Band 7 eingestellt, da mit den Plagiatsskandal in Japan auch die internationale Veröffentlichung der Serien der Zeichnerin beendet wurde. Auch die geplante englische Fassung bei Tokyopop kam daher nicht zustande. Zuvor erschien bereits eine chinesische Übersetzung bei Tong Li Publishing.

## Rezeption
Die deutsche Zeitschrift AnimaniA nennt den Manga eine in Zeichenstil und Erzählweise typische Shōjo-Serie, die ihre Familien-Geschichte sensibel und einfühlsam erzählt. „Der Manga fesselt den Leser mit seinen psychologischen Ansätzen ab der ersten Minute“, so die Kritik, biete neben der meist schweren Kost aber auch ein paar Hoffnungsschimmer. So der fröhliche Bruder Tokio oder die Annäherungsversuche des Klassenkameraden.